# Jack Smight
Jack Smight (9 de marzo de 1925 – 1 de septiembre de 2003) fue un director teatral y cinematográfico estadounidense.
Smight nació en Minneapolis, Minnesota, y asistió a la escuela junto al futuro actor Peter Graves. Entre sus películas más destacadas se encuentran The Traveling Executioner, Así no se trata a una dama, Rabbit, Run, Cambio de esposas, La batalla de Midway, Harper, investigador privado, Aeropuerto 1975, Damnation Alley y la ganadora de un  premio Emmy Eddie, de la serie Alcoa Theatre. Del mismo modo, dirigió otros episodios de series de televisión, como The Twilight Zone, The Alfred Hitchcock Hour y Columbo. También dirigió en 1960 la obra de Broadway The 49th Cousin y compuso la música para la adaptación de Roll of Thunder, Hear My Cry.
Smight murió de cáncer en Los Ángeles en 2003.

## Filmografía seleccionada
- El tercer día (1965)
- Harper, investigador privado (1966)
- Magnífico bribón (1966)
- Comando secreto (1968)
- Así no se trata a una dama (1968)
- El hombre ilustrado (1969)
- Strategy of Terror (1969)
- Rabbit, Run (1970)
- The Traveling Executioner (1970)
- The Screaming Woman (1972)
- La verdadera historia de Frankenstein (1973)
- Aeropuerto 75 (1974)
- La batalla de Midway (1976)
- Damnation Alley (1977)
- Roll of Thunder, Hear My Cry (1978)
- Canasta de sueños (1979)
- Cambio de esposas (1980)
- Number One with a Bullet (1987)
- La favorita del sultán (1989)